# Toulgoetalna
Toulgoetalna is een geslacht van halfvleugeligen uit de familie van de Cicadidae (Zangcicaden). Het geslacht werd voor het eerst wetenschappelijk beschreven door Boulard in 1982.

## Soorten
Het genus is monotypisch en bevat alleen de volgende soort:

- Toulgoetalna tavakiliani Boulard, 1982